# Laminacauda thayerae
Laminacauda thayerae är en spindelart som beskrevs av Alfred Frank Millidge 1985. Laminacauda thayerae ingår i släktet Laminacauda och familjen täckvävarspindlar. Inga underarter finns listade i Catalogue of Life.